# Domingo García (Segovia)
Domingo García es un municipio de España, en la provincia de Segovia en el territorio de la Campiña Segoviana, comunidad autónoma de Castilla y León. Tiene una superficie de 17,76 km².

## Geografía

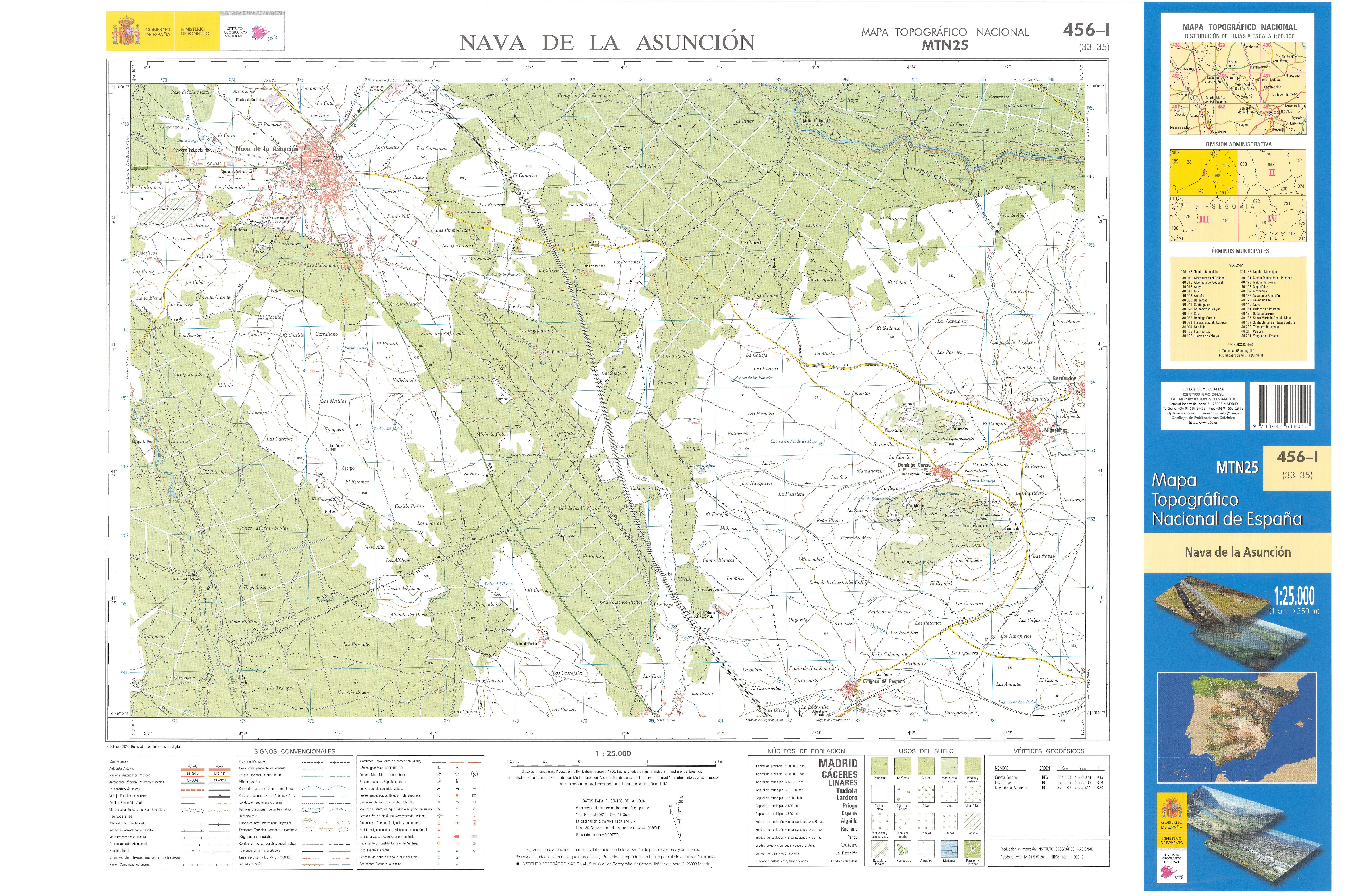
Fragmento de la hoja 456 del Mapa Topográfico Nacional de España de 2010 en el que se representa Domingo García

| Noroeste: Nava de la Asunción | Norte: Migueláñez                 | Noreste: Migueláñez                   |
| Oeste: Nieva                  |                                   | Este: Migueláñez                      |
| Suroeste: Ortigosa de Pestaño | Sur: Santa María la Real de Nieva | Sureste: Santa María la Real de Nieva |

## Geografía humana

### Demografía
Cuenta con una población de 32 habitantes (INE 2024).
| Gráfica de evolución demográfica de Domingo García entre 1842 y 2021                                                  |
| |
| Población de derecho según los censos de población del INE. Población de hecho según los censos de población del INE. |

| 55            | 49 | 49 | 50 | 48 | 39 | 42 | 41 | 32 | 30 | 27 | 25 | 30 |
| (Fuente: INE) |    |    |    |    |    |    |    |    |    |    |    |    |

## Administración y política
| Periodo   | Nombre                                 | Partido   |
| --------- | -------------------------------------- | --------- |
| 1979-1983 | Pedro Bartolomé Arévalo                | UCD       |
| 1983-1987 | Pedro Bartolomé Arévalo                | AP-PDP-UL |
| 1987-1991 | Pedro Bartolomé Arévalo                | PDP       |
| 1991-1995 | Araceli Miguel Rubio                   | PP        |
| 1995-1999 | Míriam Álvarez Gallardo                | PP        |
| 1999-2003 | Eliseo Víctor Pastor Toves             | PP        |
| 2003-2007 | Eliseo Víctor Pastor Toves             | PP        |
| 2007-2011 | Eliseo Víctor Pastor Toves             | PP        |
| 2011-2015 | Eliseo Víctor Pastor Toves             | PP        |
| 2015-2019 | Eliseo Víctor Pastor Toves             | PP        |
| 2019-2023 | Eliseo Víctor Pastor Toves             | PP        |
| 2023-act. | Fernando María Borja Gortazar Rotaeche | PP        |

## Patrimonio

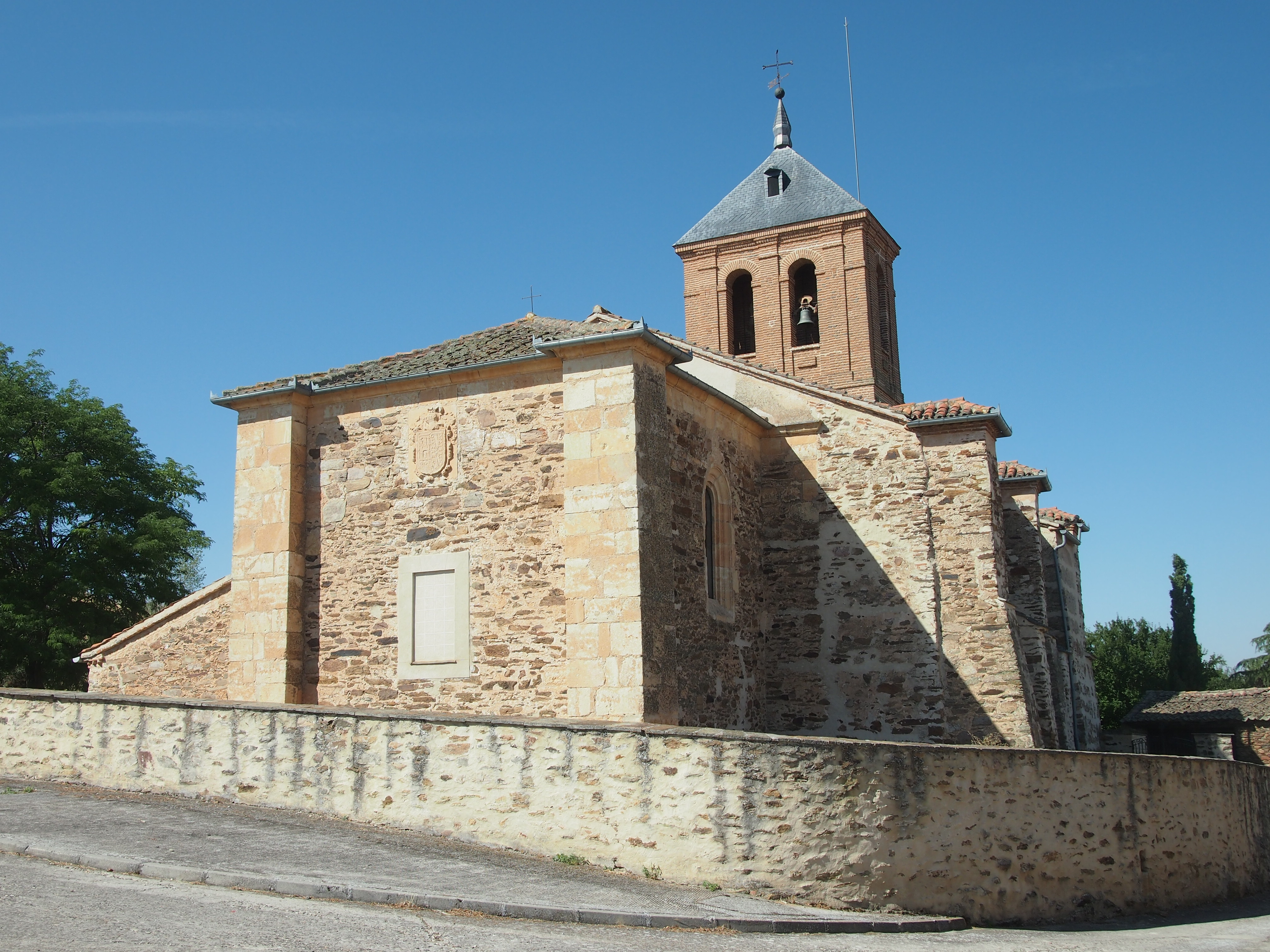
Iglesia de Santa Cecilia

- Iglesia Parroquial de Santa Cecilia: iglesia con orígenes en el siglo XVI. Conserva una imagen de Santa Cecilia que data de 1720. El Baptisterio conserva la pila bautismal que destaca por estar hecha en piedra de una sola pieza y labrada con originales motivos artísticos.
- Ermita de San Isidro: ruinas del templo románico. Se encuentra situado en un cerro homónimo al que da nombre y en el que también se puede visitar un yacimiento de arte rupestre. En la actualidad su lamentable estado de conservación pone en riesgo su integridad, motivo por el cual ha sido incluido en la Lista roja de patrimonio en peligro de la asociación para la defensa del patrimonio Hispania Nostra.

- Estación de arte rupestre al aire libre de Domingo García : grabado rupestre paleolítico de caballo con técnica del piqueteado similar a los de Siega Verde (Salamanca). Este motivo se halla en una estación de arte rupestre más amplio de grabados post-paleolíticos.